# جدل اليتامى اليهود
جدل اليتامى اليهود هو نزاع حول حضانة الأطفال اليهود بعد نهاية الحرب العالمية الثانية. فقد تم تعميد بعض الأطفال اليهود أثناء وجودهم في رعاية المؤسسات الكاثوليكية أو من خلال أفراد كاثوليك خلال الحرب العالمية الثانية. حيث أدت المعمودية أن يتم تعريف الأطفال على أنهم كاثوليك لإنقاذهم وتجنب الترحيل والسجن في معسكرات الاعتقال النازية، والموت المحتمل خلال الهولوكوست. بعد انتهاء الأعمال العدائية النازية، أصدر مسؤولو الكنيسة الكاثوليكية، مثل البابا بيوس الثاني عشر أو أساقفة آخرون، تعليمات لمعالجة أوضاع هؤلاء الأطفال اليهود والتصرف فيها، حيث أصبح بعضهم يتامى. وكانت القواعد التي أنشأوها والسلطة التي أصدرت هذه القواعد وتطبيقها في حالات محددة هي موضوع تحقيقات من قبل الصحفيين والمؤرخين.
في عام 2005، نشرت صحيفة كوريري ديلا سيرا وثيقة مؤرخة في 20 نوفمبر من عام 1946 حول موضوع الأطفال اليهود المعمدين في فرنسا في زمن الحرب. وأمرت الوثيقة بأن يظل الأطفال الذين تم تعميدهم، في حالة تيتمهم، في رعاية المؤسسة الكاثوليكية، وذكرت أن القرار «قد أقره الأب الأقدس». أكد عالمان إيطاليان، وهما ماتيو لويجي نابوليتانو وأندريا تورنيللي، أن المذكرة كانت حقيقية رغم أن تقرير كوريري ديلا سيرا كان مضللاً، حيث أن الوثيقة نشأت في أرشيفات الكنيسة الفرنسية الكاثوليكية بدلاً من أرشيف الفاتيكان وتهتم بشدة بالأطفال اليتامى الذين كان من المفترض تسليمهم للمنظمات اليهودية. وكان آنجيلو رونكالي، والذي أصبح فيما بعد البابا يوحنا الثالث والعشرون، والذي كان سفيراً بابوياً في فرنسا، قد تجاهل هذا التوجيه.
وهناك قضية ذات صلة كانت قضية فاينالي، والتي وقعت في فرنسا بين عام 1945 وعام 1953. حاول الكاردينال بيار ماري جيرلير وروجر إتتشيغاريه تسوية نزاع حول حضانة الأطفال اليهود المعمدين عن طريق نقل الأطفال إلى إسبانيا ومن ثم إلى إسرائيل، حتى يتمكن أقاربهم من اليهود من تربيتهم. وتدخّل البابا بيوس الثاني عشر شخصياً عندما كرمت امرأة كاثوليكية بولندية، وهي ليوكاديا جاروميرسكا، لاحقاً كواحدة من الصالحين بين الأمم من قبل ياد فاشيم بسبب إنقاذها لليهود، حيث كتبت رسالة له تطلب فيها السماح لها بالاحتفاظ بشابة يهودية كانت قد أنقذتها وخبأتها خلال الحرب. رفض البابا بيوس الثاني عشر طلبها للقيام بذلك وأمرها بإعادة الطفلة إلى والدها. ووصف بأن واجباتها ككاثوليكية إعادة الطفلة والقيام بذلك من خلال حسن النية والصداقة.
ابي فوكسمان (من مواليد 1940) رئيس رابطة مكافحة التشهير، كان قد تم تعميده عندما كان طفلاً وكان موضوع معركة حضانة، دعا إلى تجميد فوري لعملية تطويب بيوس الثاني عشر حتى يتم فتح أرشيف الفاتيكان وسجلات المعمودية. وكتب أن الأرشيفات الافتتاحية يمكن أن تتيح للأيتام «فرصة لاكتشاف أصولهم الحقيقية وربما العودة إلى عقيدتهم الأصلية مع تقديم قصة رائعة للشجاعة وإنقاذهم من قبل الكاثوليك. في الجحيم الذي كان الهولوكوست، هذا ضوء ساطع لامع». وتجاهل فوكسمان ذلك في تصريحات لاحقة وبيانات صحفية عن رابطة مكافحة التشهير بخصوص البابا بيوس الثاني عشر. استفسرت ياد لاشيم، عن جدال اليتامى وطالبت البابا بنديكت السادس عشر بالعمل على كشف «الأطفال اليهود المختبئين» خلال الهولوكوست.